# Anastasija Samusevič
Anastasija Valer"eŭna Samusevič, coniugata Prakapenka (in bielorusso Анастасія Валер'еўна Самусевіч-Пракапенка?; Minsk, 20 settembre 1985), è una pentatleta bielorussa.
Nel 2018, le è stata assegnata la medaglia di bronzo della competizione femminile alle Olimpiadi del 2008 a Pechino, a seguito della squalifica dell'Ucraina Viktorija Tereščuk, a causa di un reato di doping. È sposata con il pentatleta Michail Prakapenka.

## Palmarès
In carriera ha conseguito i seguenti risultati:
- Mondiali:

Mosca 2004: argento nel pentathlon moderno a squadre e staffetta a squadre.
Berlino 2007: oro nel pentathlon moderno a squadre.
Varsavia 2014: argento nella staffetta e bronzo a squadre.
Mosca 2016: bronzo nella staffetta mista.
Il Cairo 2017: bronzo nell'individuale.
Città del Messico 2018: oro nell'individuale e nella staffetta femminile.
- Europei

Albena 2004: bronzo nel pentathlon moderno staffetta a squadre.
Budapest 2006: argento nel pentathlon moderno a squadre ed individuale.
Mosca 2008: argento nel pentathlon moderno a squadre e bronzo individuale.
Minsk 2017: oro individuale e bronzo a squadre.